# Nutracèutic

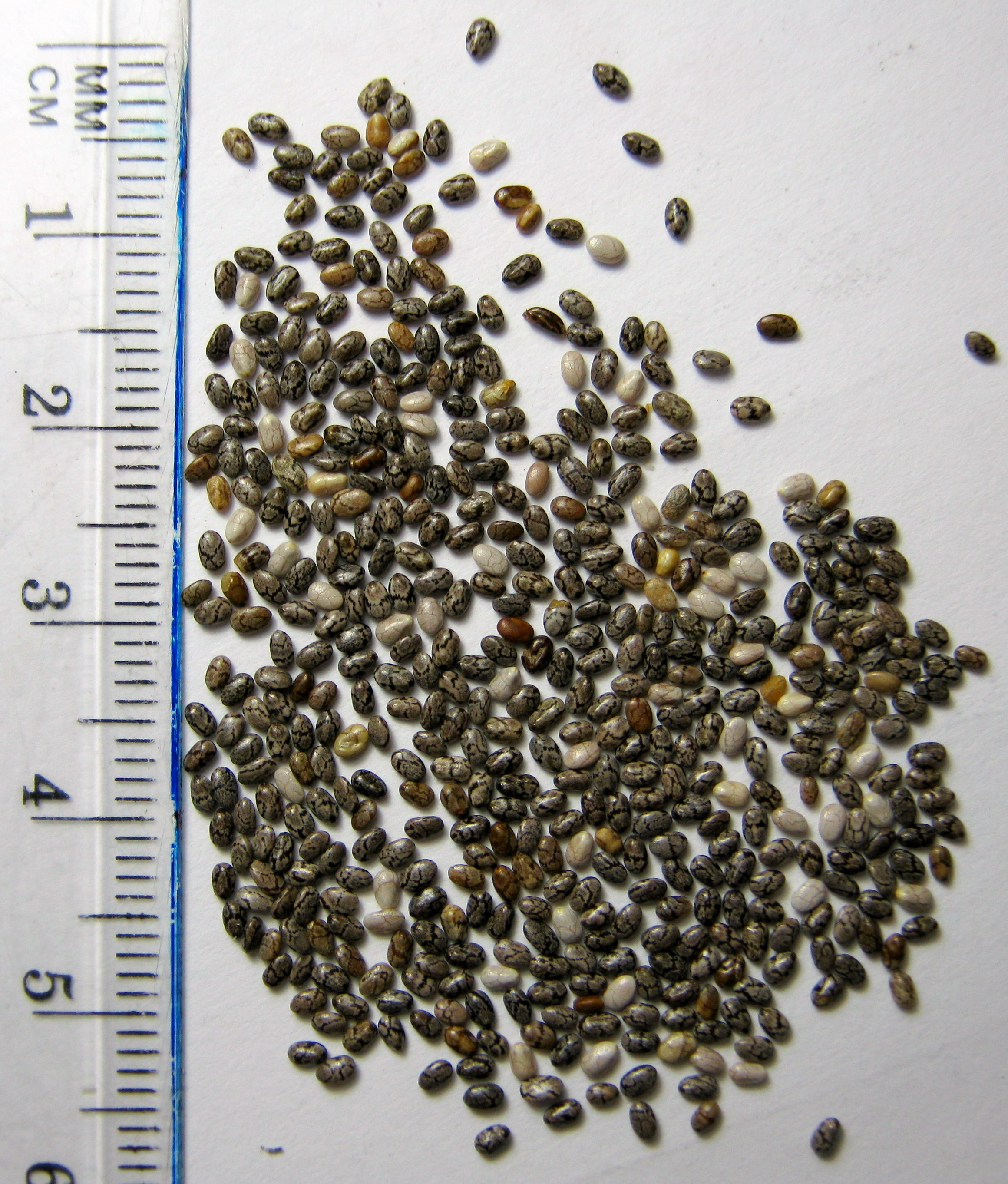
Llavors de chía que són considerades un producte nutracèutic pel fet de contenir molt Omega 3.

Nutricèutic, -a, és una paraula derivada de nutrició i farmàcia, que fa referència a tots aquells aliments o productes alimentaris que es consideren que tenen un efecte beneficiós per a la salut humana. És un terme encunyat l'any 1989 pel metge Stephen L. DeFelice, fundador i president de la Foundation of Innovation Medicine dels Estats Units. DeFelice va definir el terme com «un aliment o part d'un aliment que proporciona beneficis mèdics o per la salut, entre els quals la prevenció i/o el tractament de malalties».
El terme nutricèutic fa referència a un suplement dietètic d'una substància natural amb activitat biològica concentrada, present als aliments. Una dosi superior a la d'aquests composts pot tenir efecte a la salut de les persones. També fa referència als aliments en si mateixos o part d'aquests que tenen un benefici en la salut, incloent la prevenció i el tractament.
El terme nutracèutic (en anglès nutraceutical) no té un significat en la legislació dels Estats Units.

## Característiques dels productes nutricèutics
Els productes nutricèutics son productes naturals que han de complir els següents criteris:
- Ser productes d'origen natural
- Aïllats i purificats per mètodes no desnaturalitzants, que no facin malbé el producte
- Han d'aportar beneficis per la salut:
  - millora d'una o diverses funcions fisiològiques
  - acció preventiva o curativa
  - millora de la qualitat de vida
- Estabilitat temporal
- S'han de realitzar anàlisi de la seva estabilitat i toxicitat
- Els estudis han ser reproduïbles, han de demostrar la seva qualitat, seguretat i eficàcia

## Control dels productes nutricèutics
Japó va legislar al 1991 els "aliments per ús específic a la salut" (FOSHU).
Estats Units va permeter l'ús d'aquest tipus d'aliments al 1993, sota el control de la FDA (Food and Drugs Administration). Existint dues legislacions:
- NLEA (Nutritional Labelling and Education Act), per l'etiquetatge dels aliments.

- DSHEA (Dietary Supplements Healt and Education Act), per la regulació dels suplements nutricionals.

La Unió Europea ha creat la FUFOSE (Comissió Europea d'Acció concentrada de Bromatologia Funcional a Europa), amb l'objectiu de desenvolupar i assegurar les proves científiques per donar suport als productes alimentaris que puguin tenir un efecte sobre la salut.

## Nutricèutics i altres
Ja que encara no hi ha una legislació específica per als productes nutricèutics de vegades hi ha confusió entre els termes nutricèutic, aliment funcional o suplement alimentari.

### Aliment funcional
Aquest terme va ser establert al Japó al 1980, fent referència als "aliments per l'ús específic de la salut". Posteriorment, va ser definit per l'IFIC (Consell Internacional d'Informació) com "tot aquell aliment físicament semblant a un aliment convencional, consumit cm a part de la dieta diària, però amb la capacitat de produir efectes demostrats sobre el metabolisme, útils per al manteniment d'una bona salut física i mental, en la reducció del risc de malalties cròniques-degeneratives, a part de les seves funcions nutricionals bàsiques".
En un aliment funcional hi ha compostos nutricèutics. Per exemple: els fruits secs son un aliment funcional que pot disminuir el colesterol, mentre que el fitoesterol, present al fruits secs, és la part biològica de l'aliment que reduiex el colesterol, és el nutricèutic.

### Suplement alimentari
Els nutricèutics també es consideren un suplement de la dieta, però els conceptes de suplement alimentari i nutricèutics son diferents. Mentre que el nutricèutic no només complementa la dieta sinó que té una funció d'ajuda o prevenció de malalties o trastorns, els aliments suplementaris només han de complir les següents característiques:
- ser un producte que complementa la dieta, amb vitamines, minerals, proteïnes,...
- la seva ingestió pot ser en forma de càpsules o de manera líquida
- no és menjar convencional ni un únic element d'un àpat o dieta
- està etiquetat com a "suplement dietètic"

## Exemples
De manera informal es podem considerar aliments, entre molts d'altres, als quals se'ls atribueix propietats nutracèutiques:
- Gra de raim negre perquè conté resveratrol com a antioxidant
- Llavor de Plantago per reduir la hipercolesterolèmia
- Col per prevenir el càncer
- Soia o trèvol amb isoflavonoides per a la millora de la salut de les artèries.
- Llavors del lli amb antioxidants flavonoides
- Ginseng, oli d'all, etc.